# Trouville-sur-Mer
 Trouville-sur-Mer  es una población y comuna francesa, situada en la región de Normandía, departamento de Calvados, en el distrito de Lisieux. Es el chef-lieu y mayor población del cantón de Trouville-sur-Mer.

## Demografía
| 6622 | 6429 | 6618 | 6008 | 5607 | 5411 |
| Para los censos de 1962 a 1999 la población legal corresponde a la población sin duplicidades (Fuente: INSEE [Consultar]) |      |      |      |      |      |

## Historia
La historia de Trouville-sur-Mer remonta a la Edad Media, cuando era un pueblo de pescadores. Durante el siglo XIX se convierte en una localidad marítima de moda, si bien la creación de Deauville le resta protagonismo.